# Crocus City Hall
Crocus City Hall (rus: Крокус-Сити-холл) és una sala de concerts de la ciutat de Krasnogorsk, a l'óblast de Moscou, a tocar de la carretera de circumval·lació MKAD. El març de 2024 hi va tenir lloc un atemptat terrorista que va matar almenys 137 persones i 180 van resultar ferides.
La sala de concerts forma part d'una infraestructura que inclou el centre comercial Crocus City Mall, Crocus Expo i diversos hotels i restaurants. Crocus City Hall es va construir l'any 2009 com a sala de concerts amb una capacitat de 6.200 persones. Crocus fa referència a les flors de colors brillants que creixen a la primavera a partir d'un bulb. Entre els intèrprets notables que hi han actuat destaquen Eric Clapton, A-ha i Joe Cocker.

## Atemptat terrorista
El 22 de març de 2024, cap a les 20.00 MSK, es va produir un tiroteig massiu i múltiples explosions a la sala de concerts del Crocus City Hall. Almenys 137 persones van morir i més de 145 van resultar ferides després que quatre pistolers emmascarats i vestits de camuflatge obrissin foc contra les persones que esperaven que comencés el primer dels dos concerts del grup Piknik. El Ministeri d'Afers Exteriors de Rússia va qualificar l'incident d'atac terrorista. Una branca regional de l'Estat Islàmic, ISIS-K, formada al Gran Khorasan, va reivindicar-ne l'autoria.
Després de l'atemptat terrorista s'hi va fer un sentit homenatge a les víctimes amb un audiovisual basat en la coneguda cançó «Juravlí».